# 노 굿 디드 (2002년 영화)
《노 굿 디드》(영어: No Good Deed)는 미국과 독일에서 제작된 밥 레이펄슨 감독의 2002년 범죄 스릴러 영화이다. 새뮤얼 L. 잭슨, 밀라 요보비치, 스텔란 스카르스고르드 등이 출연하였고, 배리 M. 버그 등이 제작에 참여하였다.

## 출연
- 새뮤얼 L. 잭슨
- 밀라 요보비치
- 스텔란 스카르스고르드
- 더그 허치슨
- 조스 애클런드
- 그레이스 저브리스키
- 조너선 히긴스
- 섀넌 로슨
- 로버트 웰치
- 조리스 자스키

## 기타 제작진
- 미술: 폴 피터스
- 의상: 메리 클레어 해넌